# Макдоннелл, Рэндал, 7-й граф Антрим
Рэндал Марк Керр Макдоннелл, 7-й граф Антрим (англ. Randal Mark Kerr McDonnell, 7th Earl of Antrim; 10 декабря 1878 — 15 июня 1932) — ирландский пэр и землевладелец. Он носил титул учтивости — виконт Данлюс с 1878 по 1918 год.

## Биография
Родился 10 декабря 1878 года во Сент-Джеймсском дворце, Лондон. Старший сын Уильяма Рэндала Макдоннелла, 6-го графа Антрима (1851—1918), и леди Луизы Джейн Грей (1855—1919), генерал-лейтенанта достопочтенного Чарльза Грея и Кэролайн Элиза Фаркуар, сестре Альберта Грея, 4-го графа Грея, и внучке премьер-министра Великобритании, лорда Грея.
Получив образование в Итонском колледже и Королевском военном колледже в Сандхерсте, виконт Данлюс был зачислен в Королевский Ланкастерский полк. Позже он был назначен заместителем лорда-лейтенанта графства Антрим.
19 июля 1918 года после смерти своего отца Рэндал Макдоннелл унаследовал титулы 7-го графа Антрима (Пэрство Ирландии) и 7-го виконта Данлюса (Пэрство Ирландии).
2 июля 1904 года в Маркбиче, графство Кент, виконт Данлюс женился на Маргарет Изабель Талбот (2 ноября 1878 — 19 апреля 1974), дочери политика Джона Гилберта Талбота и достопочтенной Мериэл Сары Литтелтон. У супругов было четверо детей:
- Леди Роуз Гвендолен Луиза Макдоннелл (23 мая 1909 — 2 ноября 1993)[1], в 1933 году она вышла замуж за Фрэнсиса Энтони Бэринга, от брака с которым у неё было трое детей.
- Рэндал Джон Сомерлед Макдоннелл, 8-й граф Антрим (22 мая 1911 — 26 сентября 1977)[1], старший сын и преемник отца.
- Леди Джин Мериэл Макдоннелл (1 сентября 1914 — 16 ноября 1998)[1], в 1939 году она вышла замуж за достопочтенного Уильяма Спика Филиппса, от брака с которым у неё было четверо детей.
- Достопочтенный Джеймс Ангус Грей Макдоннелл (3 августа 1917 — январь 2005)[1], в 1939 году он женился на Джин Иден Барри, от брака с которой у него было двое детей.

Второе имя графа Антрима указывало на его происхождение по мужской линии от лорда Марка Керра (1776—1840), чья жена Шарлотта Керр (1779—1835), в 1834 году унаследовала графство Антрим. Их старший сын, Хью Сеймур Керр (1812—1855), со временем унаследовал графство и принял фамилию Макдоннелл в 1836 году.